# Арвидсяур (община)
Община Арвидсяур (на шведски: Arvidsjaurs kommun) е разположена в лен Норботен, северна Швеция с обща площ 6170 km2 и население 6471 души (към 31 декември 2013). Административен център на община Арвидсяур е едноименния град Арвидсяур.